# The Diabolikal Super-Kriminal
 (avril 2016).
Si vous disposez d'ouvrages ou d'articles de référence ou si vous connaissez des sites web de qualité traitant du thème abordé ici, merci de compléter l'article en donnant les références utiles à sa vérifiabilité et en les liant à la section « Notes et références ».
 (avril 2016).
- Si vous ne connaissez pas le sujet, laissez ce bandeau (vous pouvez alors contacter les auteurs).
- Si vous supprimez le contenu mis en cause (vous pouvez préalablement contacter les auteurs),

argumentez précisément cette suppression dans la page de discussion
(un manque de référence n'est pas un argument ; une recherche réelle de référence doit avoir été effectuée, être formellement documentée).
Pour plus de détails, voir Fiche technique et Distribution.
The Diabolikal Super-Kriminal est un film documentaire italo-américain de la veine pop, horreur et historique sorti en 2007. 
Le film reconstitue l’histoire éditoriale du roman-photo Satanik publié par Ponzoni à Milan entre 1966 et 1969.

## Synopsis
Le film débute comme une enquête sur la censure exercée en Italie par l’Église catholique et la Démocratie chrétienne entre la fin de la Seconde Guerre mondiale et le début des années soixante, date à laquelle sortent Rocco et ses frères de Visconti et La dolce vita de Fellini, qui sont parmi les premiers films à battre en brèche les règles de la morale et les tabous sexuels en vigueur à l’époque.
Après cette introduction du réalisateur et écrivain Corrado Farina, on passe au boom quasi contemporain de la bande dessinée noire en Italie – grâce tout d’abord à des personnages comme Kriminal, Demoniak et Diabolik, mais aussi grâce à des productions éditoriales mineures – avec une série d’interviews de certains spécialistes en ce domaine comme Mario Gomboli (Astorina), Antonio Vianovi (Glamour International), les dessinateurs Massimo Semerano et Giovanni Romanini et le rédacteur de la défunte maison d’édition Ponzoni, Giancarlo Carelli. On arrive enfin au raz-de-marée des premières et véritables bandes dessinées érotiques italiennes, nées après le succès mondial de Barbarella, au milieu des années soixante environ, avec des titres tels que Selene, Isabella, Goldrake, etc.
À la fin de cette parenthèse BD noire/BD érotique, on entre finalement dans la genèse éditoriale qui déboucha sur la création de Satanik racontée par ses protagonistes parmi lesquels figurent aussi le réalisateur de la série, Rosario Borelli, et le photographe Lorenzo Papi (alors photographe de plateau de Rossellini). On entend des extraits d’émissions radio de l’époque. Outre Semerano déjà cité, en qualité de « critique » et fervent admirateur, et Carelli en qualité de représentant de Ponzoni, on découvre les témoignages d’une série d’acteurs ayant participé au projet, comme Liliana Chiari, Vito Fornari (le « Tarzan italien »), Rico Boido, Gabriella Giorgelli, Paul Muller et Erna Schürer, mais aussi les souvenirs d’adolescence de Giancarlo Borelli, fils du réalisateur Rosario, et de Donatella Papi, fille du photographe Lorenzo. On y trouve aussi le point de vue du cinéaste Romano Scavolini qui fit tourner Rosario Borelli dans plusieurs de ses films, les souvenirs du dessinateur de la collection Giulio Oggioni et les impressions du photographe de romans-photo Carlo Caso.
Aussitôt après, on passe à l’analyse de la qualité du roman-photo, aux innovations qu’il a apportées et à son immédiat succès commercial. Il est fait mention de la version française, grâce aux témoignages de ceux déjà cités auxquels s’ajoute un nouvel intervenant, Franco Frescura, en tant que scénariste d’autres BD pour Ponzi et réalisateur de films en 8 mm tournés au sein de la maison d’édition. Nous apprenons ainsi qui était l’auteur des histoires qui n’apparaissait pas dans le générique : un travail d’équipe entre Attillio Mazzanti, Rocco Molinari et la « superstar » Luigi Naviglio.
Portrait éclair de l’éditeur et playboy Pino Ponzoni et soudain démarre une sorte d’intermezzo/saut temporel pop et délibérément trash, intitulé Moi Tarzan, toi Satanik. D’abord on y parle du Rosario Borelli réalisateur des romans-photo Tarzanide qui ont précédé Satanik et sa maturité artistique, puis vient un extrait de Antar, roi de la jungle dont il  était l’interprète. Le film se concentre alors entièrement sur le sympathique Vito Fornari « Tarzan italien » qui, avant ses rôles secondaires dans Satanik, était le protagoniste absolu du délirant Kimba, le roi de la jungle. Dans cette séquence très drôle où Fornari à plusieurs reprises s’auto-définit « le Tarzan italien », allant jusqu’à citer à preuve Barbara Steele, nous voyons entrer en scène les deux nouveaux interviewés : le très sérieux auteur de science fiction Antonio Bellomi, que Ponzoni éditait dans sa collection Cosmo (romans de science-fiction italienne), et le pittoresque acteur John Benedy qui, toujours dans le rôle du méchant, participa à Kimba, le roi de jungle et aussi à Satanik.
Couronnant cet hilarant « special » où un Vito Fornari nous offre une sorte de télévente du costume original de Kimba, nous sommes soudain propulsés – avec violence et paranoïa – dans l’univers de Satanik. Focus pathétique et morbide sur les deux ingrédients de base qu’exploitait le roman-photo, à savoir le splatter exacerbé et le sexe provoquant et morbide d’où part le récit des problèmes légaux et des multiples saisies qui frappèrent Ponzi et l’obligèrent à cesser définitivement la publication du titre.
Bref résumé des deux autres romans-photo que Rosario Borelli dirigea après l’interruption forcée de Satanik : Le avventure di Don Archer, une espèce de noir hard-boiled interprété par Alberto Farnese et édité par Ponzoni, et Wampir, un film d’horreur plutôt scabreux interprété par Liliana Chiari et publié par un petit éditeur.
Introduit par une spirale style années 60 avec le « K » de Satanik italien (Killing) au centre, on entre dans une espèce de court métrage en action style, tourné en 16 mm comme s’il s’agissait du fragment d’un film de l’époque sur Satanik. Dana, la compagne de Satanik, est prisonnière d’une femme fatale qui la punit à coups de fouet. Satanik enfonce la porte et se précipite à son secours. Il libère Dana, immobilise la tortionnaire en lui tirant dans les jambes, puis ils l’attachent à un poteau et lui tirent dans la tête. Fin.
L’enquête commence. Qui se cachait sous le masque de Satanik ? Toujours le même acteur ou plusieurs autres ? On a les réponses de plusieurs acteurs interrogés et les suppositions de Massimo Semerano. La plupart se dérobent, d’autres se trahissent. Mystère total. Ambigüité. Nous voyons enfin apparaître « Mister X ». Il a le masque de Satanik et il est assis sur un trône. Musique ad hoc qui renforce le mystère. « Mister X » ôte son masque et nous découvrons qui était Satanik : le cascadeur Aldo Agliata. Et l’on voit pour la première fois des photos inédites faites pour la dernière histoire du roman-photo (mais jamais montrées à cause de la fermeture de Ponzoni) qui représentent Aldo Agliata avec la combinaison de Satanik et sans masque.
Romantisme et nostalgie pour la dernière partie du documentaire presque entièrement centrée sur les souvenirs d’Agliata. Il raconte le contrat selon lequel il ne pouvait entrer dans le studio sans son masque de Satanik ; il rappelle que Carlo Rambaldi fut le dessinateur de la combinaison de Satanik ; il évoque les plagiats de Satanik qui vinrent plus tard ; il se remémore Luciana Paoli / Dana et le documentaire s’achève sur une tonalité mièvre.
On lit sur l’écran : « Luciana Paoli n’a pas voulu être interviewée pour ce film » et après quelques entretiens où on ne parle que d’elle, « Ce documentaire est dédié à Luciana Paoli ».
Musique doucereuse et équivoque. Une autre fiction en 16 mm. Satanik dans son refuge qui regarde par la fenêtre. Arrive Dana, elle se déshabille, retire le masque de Satanik et l’embrasse.
Générique de fin avec mention du casting et de l’équipe, montage de matériaux de Satanik, de romans-photo, des bandes dessinées et de films piratés  publiés en France, Argentine, Turquie et États-Unis avec le slogan publicitaire « Ne ratez pas le prochain film : The Diabolikal Super-Kriminal Around The World ! »

## Crédit d'auteurs
- (it) Cet article est partiellement ou en totalité issu de l’article de Wikipédia en italien intitulé « The Diabolikal Super-Kriminal » (voir la liste des auteurs).